# Ulrichsberg (Gemeinde St. Veit an der Glan)
Ulrichsberg ist eine Ortschaft in der Gemeinde St. Veit an der Glan im Bezirk Sankt Veit an der Glan in Kärnten, in Österreich. Die Ortschaft hat 24 Einwohner (Stand 1. Jänner 2024). Sie liegt auf dem Gebiet der Katastralgemeinde Galling.

## Lage
Die Ortschaft liegt im äußersten Süden der Gemeinde Sankt Veit an der Glan und des Bezirks Sankt Veit an der Glan im Glantaler Bergland, am Nordostabhang des Ulrichsbergs, südöstlich von Karnberg und nordwestlich von Pörtschach am Berg.

## Geschichte
In der Steuergemeinde Galling liegend, gehörte der Ort in der ersten Hälfte des 19. Jahrhunderts zum Steuerbezirk Karlsberg. Bei Bildung der Ortsgemeinden im Zuge der Reformen nach der Revolution 1848/49 kam Ulrichsberg an die Gemeinde Hörzendorf (die zunächst unter dem Namen Gemeinde Karlsberg geführt wurde), 1972 an die Gemeinde Sankt Veit an der Glan.

## Bevölkerungsentwicklung
Für die Ortschaft ermittelte man folgende Einwohnerzahlen:
- 1869: 6 Häuser, 51 Einwohner[3]
- 1880: 5 Häuser, 55 Einwohner[4]
- 1890: 5 Häuser, 48 Einwohner[5]
- 1900: 5 Häuser, 35 Einwohner[6]
- 1910: 5 Häuser, 29 Einwohner[7]
- 1923: 5 Häuser, 26 Einwohner[8]
- 1934: 26 Einwohner[9]
- 1961: 4 Häuser, 20 Einwohner[10]
- 2001: 13 Gebäude (davon 8 mit Hauptwohnsitz) mit 13 Wohnungen; 25 Einwohner und 1 Nebenwohnsitzfall; 8 Haushalte; 1 Arbeitsstätte, 3 land- und forstwirtschaftliche Betriebe[11]
- 2011: 13 Gebäude, 32 Einwohner, 11 Haushalte, 0 Arbeitsstätten[12]
- 2021: 13 Gebäude, 22 Einwohner, 10 Haushalte, 1 Arbeitsstätte[13]